# Thyrioclostera bifasciata
Thyrioclostera bifasciata är en fjärilsart som beskrevs av Druce. Thyrioclostera bifasciata ingår i släktet Thyrioclostera och familjen silkesspinnare. Inga underarter finns listade i Catalogue of Life.